# Német Új-Guinea
Német Új-Guinea (németül: Deutsch-Neuguinea) a német gyarmatbirodalom része, 1884 és 1914 között német protektorátus volt. Az első világháború elején ausztrál csapatok foglalták el. Magába foglalta Új-Guinea szigetének északkeleti részét és több közeli szigetcsoportot. Valamikori területei közül Új-Guinea, a Bismarck-szigetek és az Északi Salamon-szigetek ma Pápua Új-Guineához, mikronéziai szigetei pedig a Mikronéziai Szövetségi Államokhoz, a Marshall-szigetekhez, Nauruhoz, az Északi-Mariana-szigetekhez és Palauhoz tartoznak.
Német-Új-Guinea fő tömbje a két mai Magyarországnyi területű Kaiser-Wilhelmsland volt Új-Guinea szigetén. A tőle keletre fekvő szigeteket a németek nevezték át Bismarck-szigeteknek, a korábbi nevük Új-Britannia-szigetek volt. Ez a név fennmaradt, a két nagy sziget azonban ma már nem Neu-Pommern és Neu-Mecklenburg, hanem Új-Britannia (New Britain) és Új-Írország (New Ireland).
A Csendes-óceán nyugati részében lévő német szigetek alkották – Német Szamoa kivételével – a Császári Német Csendes-óceáni Protektorátusokat. Ezeket Német Új-Guinea részeként adminisztrálták. Közéjük tartozott a Német Salamon-szigetek (Buka, Bougainville sziget és számos kisebb sziget), a Karolina-szigetek, Palau, a Mariana-szigetek (kivéve Guam), a Marshall-szigetek és Nauru. Német Új-Guinea teljes területe 295 ezer négyzetkilométer volt.

## Fordítás
- Ez a szócikk részben vagy egészben  a   German New Guinea című angol Wikipédia-szócikk ezen változatának fordításán alapul.  Az eredeti cikk szerkesztőit annak laptörténete sorolja fel. Ez a jelzés csupán a megfogalmazás eredetét és a szerzői jogokat jelzi, nem szolgál a cikkben szereplő információk forrásmegjelöléseként.